# Valerie Gorris
Valerie Gorris (* 5. März 1991 in Heide) ist eine deutsche Schauspielerin, Sängerin, Redakteurin und Autorin.

## Leben
Valerie Gorris wuchs mit ihren zwei Schwestern in Oldenburg, Niedersachsen auf. Ihre Mutter ist Allgemeinmedizinerin, ihr Vater Berufssoldat. Sie nahm Gesangsunterricht und besuchte die lokale Musicalschule. Nach ihrem Abitur ging sie 2011 für ein Studium der Angewandten Medien nach Hamburg, welches sie 2014 mit einem Bachelor of Arts abschloss. Nach ihrem Studium arbeitete sie für sechs Monate bei der Talkshow Beckmann, parallel bewarb sie sich für ein Studium an der American Academy of Dramatic Arts in New York City. 2015 zog sie in die USA und absolvierte das zweijährige Vollzeitstudium. Das dritte Studienjahr absolvierte sie in der Academy Company, wo sie u. a. von Frank Langella, Mark Brokaw und Rob Clare unterrichtet wurde. Außerdem übernahm sie die Rolle der Barbara Lynn im Workshop des Musicals To Wong Foo unter der Leitung des Regisseurs Douglas Carter Beane. Das erste Jahr finanzierte sich Gorris über ein Teilstipendium der Academy, im zweiten und dritten Jahr erhielt sie ein Vollstipendium der Shubert Foundation.
2018 ging sie zurück nach Hamburg und spielte in zahlreichen Kurzfilmproduktionen mit. Sie übernahm die Hauptrolle in der DDR-Tragödie Damals und spielte in der ZDF-Fernsehserie Heldt die Episodenrolle der alleinerziehenden Mutter.
Parallel unterrichtete Gorris Schauspiel und Liedinterpretation an der OnStage Braunschweig, einer Musicalschule für Kinder, Jugendliche und Erwachsene. Außerdem arbeitete sie als freie Redakteurin für das RTL-Format Am Tisch mit...und arbeitete für das RTL-Format Stern TV am Sonntag.
Als Autorin und Ghostwriterin wirkte Gorris bei zahlreichen Buchprojekten mit, unter anderem bei Der neunte Arm des Oktopus von Dirk Roßmann, Mein Umweg zum Glück von Cathy Hummels, bei der Biografie von Medienunternehmer Frank Otto Sinn und Eigensinn sowie bei der Biografie Dann eben ohne Titel der Schwestern Anja und Gerit Kling. Als Co-Autorin schrieb sie die Biografie des Models und Unternehmers Papis Loveday Das Leben ist niemals nur schwarz-weiß.

## Filmografie (Auswahl)
Fernsehen
- 2018: Heldt – Schmutzige Geschäfte, Regie: Stefan Bühling
- 2013: Großstadtrevier, Regie: Till Franzen

Kinofilme
- 2014: The Cut, Regie: Fatih Akin

Kurzfilme
- 2019: Damals, Regie: Artie Mead
- 2018: Mimosa Pudica, Regie: Polina Kovaleva
- 2018: Das Leben des W., Regie: Raphael Szentiványi Germán
- 2018: Bring it back, Regie: Edward Stubber
- 2017: We would like the fries, please, Regie: Logan Smith
- 2015: Two is company, three’s a crowd, Regie: Leonie Sakuth

## Theater (Auswahl)
- 2018–2019: Die goldene Couch[4] mit Markus Koch (Tourproduktion)
- 2018: Seal Boy,[5] Regie: Jessica Holt (Lester Martin Theater NYC)
- 2017: To Wong Foo,[6] Regie: Douglas Carter Beane (Mary MacArthur Theater NYC)
- 2017: Die Möwe, Regie: Jonathan Bolt (Mannie Greenfield Theater NYC)
- 2017: Mutter Courage und ihre Kinder,[7] Regie: Barbara Rubin (Mary MacArthur Theater NYC)
- 2017: Men on Boats,[8] Regie: Robert Heller (Lester Martin Theater NYC)
- 2017: Ein Sommernachtstraum, Regie: Kyle Fabel (Mary MacArthur Theater NYC)
- 2013: Dramoletti, Regie: Norbert Skrovanek (Theater an der Marschnerstraße Hamburg)
- 2010–2011: Die Dreigroschenoper,[9] Regie: K.D. Schmidt (Staatstheater Oldenburg)
- 2010: Strandgut, Regie: Krystyn Tuschhoff (Staatstheater Oldenburg)